# Lingkok (Mutiara)
Lingkok is een bestuurslaag in het regentschap Pidie van de provincie Atjeh, Indonesië. Lingkok telt 455 inwoners (volkstelling 2010).